# Damilola Adegbite
Damilola Adegbite, née Oluwadamilola Adegbite le 18 mai 1985, est une actrice de la télévision nigériane. Elle s’est fait connaître par des rôles dans des feuilletons télévisés, puis dans des films.

## Biographie
Elle naît en 1985 à Surulere, dans l'État de Lagos. Elle fréquente le Queen's College à Yaba, Lagos, et étudie l'administration des affaires à l'université Bowen à Iwo, dans l'État d'Osun. Elle fait ses débuts d'actrice dans un feuilleton télévisé ayant un certain succès, Tinsel, où elle joue de 2008 à 2012. Elle apparaît également dans des publicités télévisées et anime des programmes à la télévision.
Elle tourne dans deux films, des comédies romantiques, 6 Hours To Christmas en 2006, et Flower Girl en 2013. Elle joue également au théâtre, interprétant notamment Les Monologues du vagin. En août 2014, Damilola Adegbite se fiance à un acteur, Chris Attoh rencontré sur le plateau du feuilleton Tinsel. En septembre 2014, le couple donne naissance à un fils. Adegbite et Attoh se marient en privé à Accra, au Ghana, le 14 février 2015. En septembre 2017, la nouvelle se répand que le mariage de Damilola Adegbite et de son mari Chris Attoh prend fin. Damilola Adegbite avait suscité des rumeurs de séparation après avoir supprimé le nom de famille de Chris Attoh de ses comptes de médias sociaux. Quelques heures plus tard, dans une interview, Chris Attoh confirme que son mariage avec Damilola Adegbite est terminé.
En 2015, elle joue dans un nouveau feuilleton télévisé, puis enchaîne à partir de 2017 des rôles dans différents films, notamment Isoken.

## Distinctions
Elle a remporté en 2011 le prix de la meilleure actrice dans une série télévisée aux Nigeria Entertainment Awards (en),.